# Mufti Nurunnessa Khatun
Mufti Nurunnessa Khatun (en bengalí: মুফতি নুরুন্নেছা খাতুন; 31 de diciembre de 1939-4 de diciembre de 1997) fue una escritora, novelista, académica, y naturalista, horticultora, y botánica bangladesí.

## Biografía
Khatun era originaria de Sylhet, Assam, Raj británico, hoy India. Vivió en Shillong durante su niñez. Y, en 1947, con su familia se mudaron a Sylhet, y ese mismo año Sylhet se unió a Bengala Oriental para formar parte del futuro estado de Pakistán a través del referéndum de Sylhet, de 1947.
En 1953, se graduó por la Escuela Gubernmental de Niñas, en Sylhet. Y, obtuvo su M.Sc. por el Murari Chand College luego de completar su I.Sc. y B.Sc. Su defensa de la maestría fue en micología y en fitopatología por la Universidad de Daca.

## Carrera
Enseñó brevemente en la Facultad de Quaid-e-Azam College, Dhaka y Women's College, de Sylhet. En 1967, se unió al Murari Chand College en Sylhet; y, en ese mismo año, se convirtió en profesora asistente en Jagannath College. Ella fue a Inglaterra para más estudios y se graduó en 1971 con una maestría de la Universidad de Liverpool. Se convirtió en miembro de la Royal Rose Society en Inglaterra. Luego enseñó en el Eden Girls 'College y de 1973 a 1975 enseñó en la Facultad Begum Badrunnessa Mohila College.
Fue promovida a la jefatura de los Departamentos de Botánica y Zoología en 1975 en  Begum Badrunnessa Mohila College, cargo que ocupó hasta 1981. El mismo año, fundó la Sociedad Nacional de la Rosa de Bangladesh. Organizó exposiciones de rosas en Bangladés y ayudó a establecer la floricultura en el país. En 1992, se unió al Khulna Mohila College como subdirectora y profesora de botánica. Ella se retiró el mismo año por razones de salud. Ella fue miembro de toda la vida de Bangladesh Botanical Society. Ella escribió un libro sobre rosas, Golap.

## Deceso
Khatun falleció el 4 de diciembre de 1997.